# Ridolfijeva zavjera
Ridolfijeva zavjera (engl. Ridolfi plot) 1570. godine, bila je pokušaj katoličkih ekstremista za svrgavanje engleske kraljice Elizabete I. i postavljanja škotske kraljice Marije I. na njezino mjesto.

## Povijest zavjere
Roberto Ridolfi bio je bogati firentinski bankar uključen u "Sjevernu pobunu", pokušaj da se sruši kraljicu Elizabetu I. već 1569. godine. Ali je taj pokušaj propao, a pobunjenici su se razbježali ili bili ubijeni.
Nakon bule pape Pia V. "Regnans in Excelsis" u kojoj je papa pozvao na njezino svrgavanje i ekskomunicirao je, Elizabeta je ušla u sukob s katoličkim svećenstvom koje je do tada, ali i poslije u više navrata pokušavalo svrgnuti engleske vladare.
Dobivši blagoslov John Lesleya (škotskog katoličkog biskupa), Ridolfi je krenuo u organizaciju zavjere, ali sve je propalo, Ridolfi je pobjegao, a ostali sudionici zavjere su pogubljeni.

## Vanjske poveznice
- Izdaja prahom
- Babingtonska zavjera
- Throckmortonova zavjera
- Parryjeva zavjera
- Vidimo se zavjera